# (37273) 2000 XP40
2000 XP40 (asteroide 37273) é um asteroide da cintura principal. Possui uma excentricidade de 0.08964440 e uma inclinação de 14.87226º.
Este asteroide foi descoberto no dia 5 de dezembro de 2000 por LINEAR em Socorro.